# Reguła Bancrofta
Reguła Bancrofta – zasada dotycząca właściwości emulsji. Mówi, że fazę zewnętrzną stanowi ta faza, w której emulgator rozpuszcza się lepiej. Emulgator tworzy na granicy faz swoistą warstewkę, błonę o różnych wartościach napięcia międzyfazowego względem fazy wodnej i olejowej. Powierzchnie błony są w różnym stopniu zwilżane przez wodę i olej. Na skutek różnicy napięć błona ulega wygięciu, stając się wklęsła od strony cieczy gorzej zwilżającej jej powierzchnię. Ciecz ta stanowić będzie zatem fazę rozproszoną.
Regułę tę sformułował po raz pierwszy amerykański chemik Wilder Dwight Bancroft.

## Typy emulsji
- emulsja typu O/W - otrzymuje się stosując emulgatory dobrze rozpuszczalne w wodzie np. mydła potasowe, polisorbent, liczba HLB od 8 do 18.
- emulsja typu W/O - otrzymuje się stosując trudno rozpuszczalne w wodzie emulgatory tj. mydła wapniowe, tenzyd span, liczba HLB od 4 do 6.

## Podział emulgatorów
- związki powierzchniowo czynne (surfaktanty):
  - anionowo czynne (mydła)
  - kationowo czynne (sole amonowe)
  - amfoteryczne (kazeina i żelatyna zaliczane także do koloidalnych)
  - niejonowe (alkohole tłuszczowe i steroidowe, estry wyższych kwasów tłuszczowych, estry glikoli)
- związki wielkocząsteczkowe tzw. emulgatory koloidalne (tragakanta, guma arabska, pektyny, alginiany, pochodne metylocelulozy)
- pyły nierozpuszczalnych ciał stałych (krzemionka, bentonit, tlenek glinu)